# Adolph Bartholomäus
Ludwig Ferdinand Adolph Bartholomäus (* 23. Februar 1843 in Dresden; † 3. November 1891 ebenda) war ein deutscher Eisenbahningenieur und konservativer Politiker.

## Leben und Wirken
Bartholomäus besuchte von 1856 bis 1858 eine Realschule. Er schloss bis 1863 ein Ingenieursstudium am Polytechnikum in Dresden an. Im September 1863 trat er eine Stelle als Techniker beim Bau des Sächsischen Staatseisenbahnen an. In der Folge wurde er im Juni 1865 zum Ingenieur-Assistent befördert. Seine Staatsprüfung für den Brücken-, Eisenbahn-, Straßen- und Wasserbau legte er im Oktober 1867 ab und konnte sich ab diesem Zeitpunkt als geprüfter Civilingenieur bezeichnen. Im September 1869 übernahm er die Stelle eines Sektions-Ingenieurs beim Bau der Chemnitz-Leipziger Staatseisenbahn. Im Mai 1870 übernahm er als Betriebsingenieur die Leitung des Abteilungsbüros Annaberg im III. Ingenieubezirk inklusive der diesem unterstellten Privatbahn Hainichen-Roßwein. Im Oktober 1876 wechselte er als Abteilungsleiter nach Dresden-Neustadt II. Von Mai 1888 bis zu seinem Tod war er Bezirksingenieur des Ingenieurbezirks Leipzig II.
Von 1885 bis Mai 1888 gehörte er dem Stadtverordnetenkollegium von Dresden, wo er Mitglied des Finanzausschusses war, an. In einer Nachwahl für den von seinem Mandat zurückgetretenen Abgeordneten Robert Schmidt wurde er 1885 im Wahlkreis Dresden 5 in die II. Kammer des Sächsischen Landtags gewählt. Sein Mandat legte er 1888 nieder, als er nach Leipzig versetzt wurde.